# 札幌市交通局10形電車

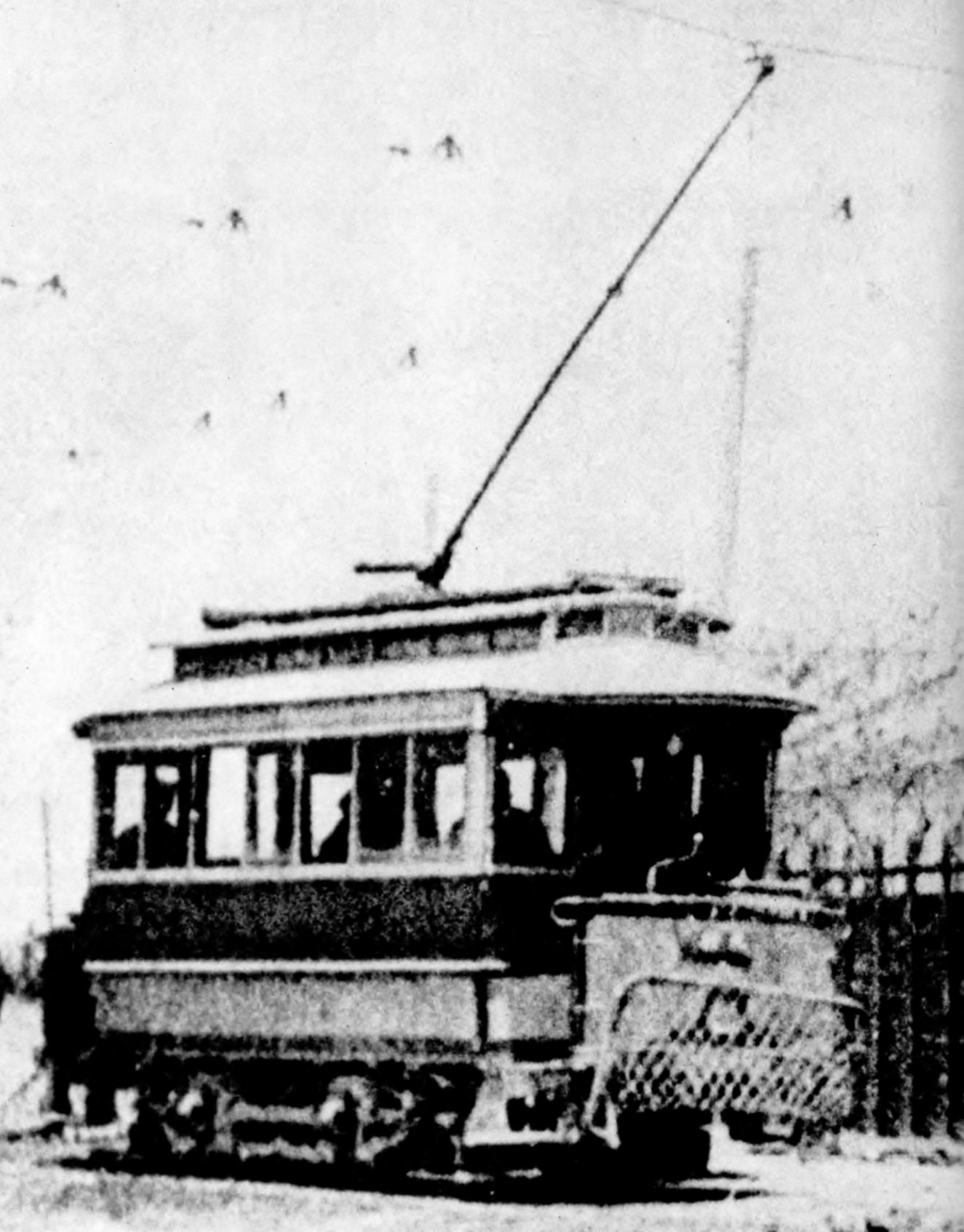
名電1号形（名古屋電気鉄道時代）

札幌市交通局10形電車は、1918年（大正7年）に登場した札幌市電の路面電車である。

## 沿革
1918年の札幌電気軌道株式会社開業に伴い、1898年（明治31年）から1907年（明治40年）にかけて東京の月島井上工場、日本車輌および名古屋電気鉄道の自社工場で製造された名古屋電気鉄道（名古屋市交通局ならびに名古屋鉄道の前身）の第1号形電車（名電1号形）および増備型の第13号形電車を購入したものである。木造4輪単車で11 - 37号（13・23・33は欠番）の24両。
第1号形では台車と電装品には米国製の部品が使用され、鋼板リベット組のペックハム7B台車とウォーカー社製の制御器および25psモーター1基を備える。1900年（明治33年）以降に増備された17号からは電装品をゼネラル・エレクトリックの800E型モーター (25ps) と同社のR2型制御器に変更された。
名電では大正時代に入ってから、より大型・高出力の電車の就役が進んだため、小型で低出力な1号・13号形は徐々に仕事の場を失っていた。札幌譲渡と前後する1918年内に1号形と13号形は全車が廃車され、計37両のうちの24両が改造を受けて札幌に引き渡された。
札幌電気軌道では開業にあたり、当初はイギリスのデッカー社より1372mm軌間の車輌を輸入することを目論んでいたが、第一次世界大戦の混乱で同年開催の北海道博覧会に間に合わないと判断されたため、1067mm軌間を有する中古車輌の購入となったとされている。
購入にあたり1917年（大正6年）から名古屋電車製作所にて改造が施され、当時名電にて増備中だった168号形電車（後の名古屋市電SSA形電車）を参考にして車体改造が実施される。裾絞り形状の車体は絞りのない直線の羽目板の車体となり、オープンだった運転台には窓ガラスが取り付けられた。なお、後年の札幌市交通局側の説明では名古屋電車製作所が製造所と記されているが、諸元表の改造所を製造所と誤解していたとされる。
運転台は窓ガラスを取り付けたとは言え、扉は装備されていなかったため冬季の運転は乗務員にとって厳しいものであった。
1927年（昭和2年）の市営化後、1930年（昭和5年）から1936年（昭和11年）にかけて全車廃車となったが、1両が車籍復活（復籍）し、保存されている。

## 改造・転用
市営化の時点で3両が未届けで除雪車に改造されていた。
ほかに散水車水1 - 2号（初代）、ササラ電車雪11 - 13号の種車となったほか、コントローラーほか電装品はササラ電車のロータリーブルーム駆動や中央車庫のクレーンにも流用された。

## 保存車
29号が廃車後車庫内で保管されていたが、1951年（昭和26年）の円山動物園開園にあたり、遊戯物として園内に展示された。1960年（昭和35年）に円山動物園より返還され、廃車となっていた40形の部品を利用して運転可能に整備され復籍、復元時に台車部から見つかった名電時代の番号と思しき22号に改番された。イベント等で1977年(昭和52年)ころまでは数回運転されたが、その後は札幌市交通資料館での静態保存となった。現状では営業線上の走行は不可能であり、書類上においても1993年（平成5年）に正式に廃車とされている。
上記のとおり1901年（明治34年）に製造され、1907年（明治40年）まで名古屋で使用された。その縁で、2015年（平成27年）3月に迎える博物館明治村開村50周年に併せて2014年（平成26年）6月28日から｢名電1号形 里帰りプロジェクト｣として特別展示されることとなり、2013年（平成25年）に博物館明治村に輸送された。当初は2020年（令和2年）3月に札幌市へ返却される予定だったが、2020年3月に2022年3月まで、さらに2022年3月30日付けで2023年秋までと、展示期間が延長された。なおこの際に、車体色を札幌時代の山吹色から焦げ茶色に変更している。
2023年（令和5年）7月、博物館明治村は同年9月3日を以て展示を終了すると発表。展示終了後の9月24日に搬出作業が行われ、28日に札幌市交通資料館へ搬入された。同館がリニューアルオープンする2024年（令和6年）5月より展示を再開し、屋内展示場内のヒストリーコーナーにて展示されている。

## 車歴表
| 車両番号        | 廃車年月  |
| --------------- | --------- |
| 11号            | 1936年4月 |
| 12号            | 1934年3月 |
| 14号            | 1936年8月 |
| 15号            | 1936年8月 |
| 16号            | 1936年4月 |
| 17号            | 1934年3月 |
| 18号            | 1936年4月 |
| 19号            | 1936年8月 |
| 20号            | 1934年3月 |
| 21号            | 不明      |
| 22号            | 1936年8月 |
| 24号            | 1934年3月 |
| 25号            | 1930年7月 |
| 26号            | 1930年7月 |
| 27号            | 1934年3月 |
| 28号            | 1934年3月 |
| 29号 （現22号） | 1936年8月 |
| 30号            | 1934年3月 |
| 31号            | 1936年4月 |
| 32号            | 不明      |
| 34号            | 1936年4月 |
| 35号            | 1930年7月 |
| 36号            | 1936年8月 |
| 37号            | 1930年7月 |

## 主要諸元
- 全長：7,387 mm
- 全幅：1,828 mm
- 全高：3,500 mm
- 自重：5.5 t
- 定員：26名
- 主電動機出力・駆動方式：17.25 kW×2・吊り掛け式
- 制動装置 : 手ブレーキ
- 台車：ペックハム7B形
- 集電装置 : トロリーポール